# Радіо «Лідер»
Радіо Лідер — кримська регіональна недержавна музично-інформаційна радіостанція.  Розпочала роботу 20 грудня 1999 року. Веде мовлення з м. Сімферополь.
Музичний формат: AC (в ефірі лунає західна, пострадянська і українська поп-музика за останні 10 років). Крім музичних блоків в ефірі також показують інформаційні, пізнавальні, розважальні та дитячі програми і проекти.
Серед програм — ранкове шоу «Ранковий дозор» (будні, 8:10—10:00), денні шоу «Хіт Фекторі» (будні, 14:05—18:00) та «Гарячий вікенд» (вихідні, 14.00—18.00), новини, музичні новини, спортивні новини «Футбол FM» (будні, 8:10 та 17:55), метеозведення, чарт кримської музики «Музичний лідер Криму», вітальна програма «Ласкаво просимо» (щодня, 12:05—13:00 та 19:05—20:00), релігійна програма «Островок Спасения» (щодня о 20:05 та 21:05) тощо. Гасло: «Хвилюємо весь Крим». Цільова аудиторія радіостанції — чоловіки та жінки у віці 25—45 років. Програми станції ретранслюються у низці міст АР Крим.
Частоти мовлення у Криму:
- Алушта — 101,6 МГц
- Джанкой — 105,5 МГц
- Євпаторія — 103,5 МГц (початок мовлення з липня 2008 р., постійно з 17 жовтня 2008 р.)[3]
- Красноперекопськ — 102,1 МГц
- Сімферополь — 106,6 МГц.